# Symphurus maculopinnis
Symphurus maculopinnis is een straalvinnige vissensoort uit de familie van de hondstongen (Cynoglossidae). De wetenschappelijke naam van de soort is voor het eerst geldig gepubliceerd in 2011 door Munroe, Tyler & Tunnicliffe.